# Sphingulus mus
Sphingulus mus är en fjärilsart som beskrevs av Otto Staudinger 1887. Sphingulus mus ingår i släktet Sphingulus och familjen svärmare. Inga underarter finns listade i Catalogue of Life.